# Гаменик, Эми
Эми Гаменик (англ. Amy Gumenick; род. 17 мая 1986) — американская актриса, наиболее известная по роли Натали Холлоуэй в одноимённом телефильме 2009 года.

## Биография
Гаменик родилась в шведском городе Худиксвалль. Её отец — русский, а мама — полька.
В 2008 году она окончила Калифорнийский университет в Санта-Барбаре, получив степень бакалавра изящных искусств.
Гаменик начала актёрскую карьеру в 2005 году со съёмок в короткометражном фильме Sayonara Elviko. В 2008 и 2010 году она сыграла роль молодой Мэри Винчестер в двух эпизодах сериала «Сверхъестественное». Также она снималась в эпизодах таких сериалов, как «Как я встретил вашу маму», «Армейские жёны», «Касл», «Кости», «Анатомия страсти» и других.
В 2014—2017 годах Гаменик исполняла роль второго плана в сериале «Поворот: Шпионы Вашингтона», а в 2014—2019 годах — в телесериале «Стрела».
В 2012 году Гаменик вышла замуж за актёра Джоша Хейслера. На данный момент актриса живёт в Лос-Анджелесе и в основном играет в театре.

## Избранная фильмография
| Год       |   | Русское название | Оригинальное название | Роль                   |
| --------- | - | ---------------- | --------------------- | ---------------------- |
| 2014—2019 | с | Стрела           | Arrow                 | Кэрри Каттер / Купидон |